# 프로이센 내 폴란드 사회당
프로이센 분할 폴란드 사회당 혹은 프로이센 내 폴란드 사회당(폴란드어: Polska Partia Socjalistyczna Zaboru Pruskiego, 독일어: Polnische Sozialistische Partei in Preußen)은 폴란드의 정당이었다.
1893년 베를린에서 망명한 사회당원들이 주축이 되어 결성되었다. 이들은 1913년까지 독일 사회민주당과 밀접한 관계를 가진 적 있다. 1919년 폴란드가 독립하자, 폴란드 사회당에 흡수되었다.